# Iain Duncan
Pour les articles homonymes, voir Duncan.
Iain C. Duncan (né le 4 août 1963 à Weston, dans la province de l'Ontario au Canada) est un joueur professionnel canadien de hockey sur glace.

## Carrière de joueur
Il fut repêché alors qu'il évoluait dans une ligue junior de hockey en Ontario mais il décida de joindre les rangs universitaires américain où il joua quatre saisons. Au terme de sa dernière saison avec les Falcons de Bowling Green, il se joignit aux Jets de Winnipeg où il termina la saison avec une récolte de 3 points en 6 parties.
Aux cours des saisons qui suivirent, il fit partie de l'organisation du Manitoba jusqu'en 1991. Il signa alors avec les Roadrunners de Phoenix où il n'y joua qu'une saison. Il évolua ensuite quelques saisons dans l'ECHL avant de terminer sa carrière à Nashville, jouant pour le club local de la Ligue centrale de hockey.

## Statistiques
| Saison     | Équipe                    | Ligue      |     | Saison régulière | Saison régulière | Saison régulière | Saison régulière | Saison régulière |   | Séries éliminatoires | Séries éliminatoires | Séries éliminatoires | Séries éliminatoires | Séries éliminatoires |
| Saison     | Équipe                    | Ligue      | PJ  | B                | A                | Pts              | Pun              | PJ               | B | A                    | Pts                  | Pun                  |                      |                      |
| 1980-1981  | Raiders de North York     | OHA-B      | 13  | 3                | 11               | 14               | 30               | -                | - | -                    | -                    | -                    |                      |                      |
| 1980-1981  | Raiders de Wexford        | OPJHL      | 2   | 1                | 0                | 1                | 0                | -                | - | -                    | -                    | -                    |                      |                      |
| 1981-1982  | Rangers de North York     | MTJHL      |     |                  |                  |                  |                  |                  |   |                      |                      |                      |                      |                      |
| 1982-1983  | Flames de North York      | OHA-B      | 15  | 10               | 14               | 24               | 89               | -                | - | -                    | -                    | -                    |                      |                      |
| 1982-1983  | Travelways d'Orillia      | OJHL       | 3   | 1                | 0                | 1                | 6                | -                | - | -                    | -                    |                      |                      |                      |
| 1983-1984  | Falcons de Bowling Green  | NCAA       | 44  | 9                | 11               | 20               | 65               | -                | - | -                    | -                    | -                    |                      |                      |
| 1984-1985  | Falcons de Bowling Green  | NCAA       | 37  | 9                | 21               | 30               | 105              | -                | - | -                    | -                    | -                    |                      |                      |
| 1985-1986  | Falcons de Bowling Green  | NCAA       | 41  | 26               | 26               | 52               | 124              | -                | - | -                    | -                    | -                    |                      |                      |
| 1986-1987  | Falcons de Bowling Green  | NCAA       | 39  | 28               | 40               | 68               | 141              | -                | - | -                    | -                    | -                    |                      |                      |
| 1986-1987  | Jets de Winnipeg          | LNH        | 6   | 1                | 2                | 3                | 0                | 7                | 0 | 2                    | 2                    | 6                    |                      |                      |
| 1987-1988  | Hawks de Moncton          | LAH        | 8   | 1                | 3                | 4                | 26               | -                | - | -                    | -                    | -                    |                      |                      |
| 1987-1988  | Jets de Winnipeg          | LNH        | 62  | 19               | 23               | 42               | 73               | 4                | 0 | 1                    | 1                    | 0                    |                      |                      |
| 1988-1989  | Jets de Winnipeg          | LNH        | 57  | 14               | 30               | 44               | 74               | -                | - | -                    | -                    | -                    |                      |                      |
| 1989-1990  | Hawks de Moncton          | LAH        | 49  | 16               | 25               | 41               | 81               | -                | - | -                    | -                    | -                    |                      |                      |
| 1990-1991  | Hawks de Moncton          | LAH        | 66  | 19               | 42               | 61               | 105              | 8                | 3 | 4                    | 7                    | 40                   |                      |                      |
| 1990-1991  | Jets de Winnipeg          | LNH        | 2   | 0                | 0                | 0                | 2                | -                | - | -                    | -                    | -                    |                      |                      |
| 1991-1992  | Roadrunners de Phoenix    | LIH        | 46  | 12               | 24               | 36               | 103              | -                | - | -                    | -                    | -                    |                      |                      |
| 1992-1993  | Storm de Toledo           | ECHL       | 50  | 40               | 50               | 90               | 190              | 16               | 9 | 19                   | 28                   | 55                   |                      |                      |
| 1992-1993  | Red Wings de l'Adirondack | LAH        | 1   | 0                | 0                | 0                | 2                | -                | - | -                    | -                    | -                    |                      |                      |
| 1993-1994  | Storm de Toledo           | ECHL       | 8   | 6                | 8                | 14               | 23               | 14               | 6 | 11                   | 17                   | 32                   |                      |                      |
| 1994-1995  | Storm de Toledo           | ECHL       | 37  | 9                | 34               | 43               | 133              | 4                | 1 | 2                    | 3                    | 10                   |                      |                      |
| 1996-1997  | Nighthawks de Nashville   | LCH        | 12  | 7                | 11               | 18               | 68               | -                | - | -                    | -                    | -                    |                      |                      |
| 1997-1998  | Ice Flyers de Nashville   | LCH        | 35  | 4                | 22               | 26               | 77               | -                | - | -                    | -                    | -                    |                      |                      |
| Totaux LNH | Totaux LNH                | Totaux LNH | 127 | 34               | 55               | 89               | 149              | 11               | 0 | 3                    | 3                    | 6                    |                      |                      |

## Roller Hockey
| Année | Équipe                        | Compétition |    | PJ | B  | A  | Pts | Pun |
| 1994  | Rockin' Rollers du New Jersey | RHI         | 16 | 9  | 28 | 37 | 55  |     |
| 1995  | Rockin' Rollers du New Jersey | RHI         | 17 | 16 | 17 | 33 | 62  |     |

## Trophées et honneurs personnels
- Central Collegiate Hockey Association
  - 1987 : nommé dans la 1re équipe d'étoiles
- Ligue nationale de hockey
  - 1988 : nommé dans l'équipe d'étoiles des recrues
- East Coast Hockey League
  - 1993 : nommé dans la 2e équipe d'étoiles